# Thomas Price
Thomas Price (Irlanda, 24 de enero de 1813 – Valencia, 22 de agosto de 1877) fue un empresario circense británico irlandés, «clown»  y «écuyer» (domador de caballos, caballista y acróbata), afincado en España, creador y primer director del circo Price de Madrid.

## Trayectoria
Quedan noticias de que con apenas doce años de edad ya triunfaba como acróbata en Londres, llegando a conseguir cierta fama como payaso volatinero en el circo de Ducrow, según documentos de 1836. Embarcado en diversas actividades de los Hermanos Price y otros socios, tuvo que dejar Inglaterra. Hacia 1847 (otras fuentes dan 1857) algunos miembros de la familia Price llegaron a Madrid con su propia cuadra de acróbatas a caballo, que instalaron en el paseo de Recoletos, hasta que el elenco circense se trasladó al nuevo local de la plaza del Rey, donde, desde 1834, había estado el Circo Olímpico (luego Teatro del Circo) construido en 1836 por el empresario circense francés, «écuyer» y acróbata, Paul Laribeau. En opinión del domador, periodista e historiador del circo Henry Thétard, hacia 1861, Price relevó a Paul Laribeau como cabeza directora del circo ecuestre en España.
Finalmente Thomas Price consiguió levantar su propio circo en un solar vecino de la misma plaza del Rey, con aforo para casi dos mil espectadores, amplia pista circular, galería, gradas y un estrado a un lado de la pista. La buena marcha del negocio le permitió montar sucursal en Barcelona e incluso realizar giras por Europa. Precisamente en una de ellas y a causa de un accidente, muere en Valencia en 1877. Un año antes, el 13 de noviembre de 1876 su circo había sido destruido por un incendio.
A su muerte el Circo Price fue heradado por su hija adoptiva Matilde de Fassi, cuyo marido William Parish, dirigiría el circo durante los siguientes cuarenta años.
En 2018, al celebrarse los 250 años del nacimiento del circo, la empresa española Correos creó un sello conmemorativo, denominado 'Efemérides. 250 años de Circo (1768-2018)', con la que se rindió homenaje a la labor circense de Price.